# خورشیدگرفتگی ۱۱ ژوئیه ۱۹۵۳
خورشیدگرفتگی ۱۱ ژوئیه ۱۹۵۳ (به انگلیسی: Solar eclipse of July 11, 1953) یک خورشیدگرفتگی از نوع خورشیدگرفتگی جزئی است. این خورشیدگرفتگی در تاریخ ۱۱ ژوئیه ۱۹۵۳ میلادی (‎۲۰ تیر ۱۳۳۲ خورشیدی) روی داد که زمان اوج آن، ساعت ۲:۴۴:۱۴ به‌وقت ساعت هماهنگ جهانی بوده‌است.